# Lodden perikon
Lodden perikon (Hypericum hirsutum), også stavet lådden perikon, er en flerårig, håret, 60-100 cm høj plante i perikon-familien. Arten kendes på at have 6-10 mm lange, linjeformede bægerblade, der har stilkede kirtler i randen. I Danmark findes lodden perikon hist og her på Øerne og i dele af Østjylland på leret bund i lysåbne skove og krat.